# Nas Ondas do Rio
Nas Ondas do Rio, também chamado de Nas Ondas 4, foi a quarta edição do reality show esportivo brasileiro Nas Ondas, apresentado pela Rede Globo, e que é exibido no programa Esporte Espetacular (dentro programação do Verão Espetacular).
Para esta edição, as gravações ocorreram de 04 a 09 de Novembro de 2012. O primeiro programa foi ao ar no dia 23 de Dezembro.

## Participantes
Nesta edição, o programa contou pela primeira vez com a participação de bodyboarders profissionais (duas). Além delas, também participaram dois surfistas profissionais, artistas convidados, e quatro internautas - dois homens surfistas e duas mulheres bodyboarders.
- Surfistas - Pedro Scooby[5]; Felipe Cezarano, "o Gordo"[6]
- Bodyboarders - Maria Helena Tostes[7]; Soraia Rocha[8]
- Famosos - Luize Altenhofen[9] e Caio Vaz[10]
- Internautas[11] - Camila Sampaio (boyboarder); João Paulo Zampioe (surfista); Mariana Farias (boyboarder) e Raoni Silva (surfista).

Participações especiais
- Esta edição contou com as participações especiais de: Guilherme Tripa e Marcos Sifú (ajuda na prova de Tow-out)[12], Gabriel O Pensador e Daniel Lopes (prova da música)[13]

### Equipes
- Copacabana - Caio Vaz; Felipe Cesarano, "o Gordo"; Maria Helena Tostes; Mariana Farias (boyboarder internauta) e Raoni Silva (surfista internauta)[14].

- Ipanema - Luize Altenhofen; Pedro Scooby; Soraia Rocha; Camila Sampaio (boyboarder internauta) e João Paulo Zampioe (surfista internauta)[14].

## Provas
As provas nesta edição foram: Tow-out, stand up paddle na canoa havaiana, Skimboard, surfe e prova da música.

## Equipe vencedora
A equipe vencedora desta edição foi a equipe Ipanema, que faturou um cheque de R$ 10 mil.